# Leroy T. Marshall
Leroy Tate Marshall (* 8. November 1883 bei Bellbrook, Ohio; † 22. November 1950 in Xenia, Ohio) war ein US-amerikanischer Politiker. Zwischen 1933 und 1937 vertrat er den Bundesstaat Ohio im US-Repräsentantenhaus.

## Werdegang
Der auf einer Farm im Greene County geborene Leroy Marshall besuchte die öffentlichen Schulen seiner Heimat. Zwischen 1903 und 1907 unterrichtete er dort selbst als Lehrer. Im Jahr 1909 absolvierte er das Cedarville College. Anschließend zog er nach Xenia, wo er zwischen 1909 und 1913 bei der Gerichtsverwaltung des Greene County angestellt war. Nach einem Jurastudium und seiner Zulassung als Rechtsanwalt begann er in Xenia in diesem Beruf zu arbeiten. Gleichzeitig schlug er als Mitglied der Republikanischen Partei eine politische Laufbahn ein. Zwischen 1920 und 1932 war er deren Bezirksvorsitzender im Greene County. Von 1925 bis 1928 gehörte er dem Senat von Ohio an.
Bei den Kongresswahlen des Jahres 1932 wurde Marshall im siebten Wahlbezirk von Ohio in das US-Repräsentantenhaus in Washington, D.C. gewählt, wo er am 4. März 1933 die Nachfolge von Charles Brand antrat. Nach einer Wiederwahl konnte er bis zum 3. Januar 1937 zwei Legislaturperioden im Kongress absolvieren. Im Jahr 1936 wurde er nicht bestätigt. Während seiner Zeit im Kongress wurden dort viele der New-Deal-Gesetze der Bundesregierung unter Präsident Franklin D. Roosevelt verabschiedet, denen Marshalls Partei eher ablehnend gegenüberstand. 1935 wurden erstmals die Bestimmungen des 20. Verfassungszusatzes angewendet, wonach die Legislaturperiode des Kongresses jeweils am 3. Januar endet bzw. beginnt.
Nach dem Ende seiner Zeit im US-Repräsentantenhaus praktizierte Leroy Marshall wieder als Anwalt. Er starb am 22. November 1950 in Xenia, wo er auch beigesetzt wurde.